# Back to the Future Part III (computerspel)
Back to the Future Part III (ook wel bekend als Back to the Future III) is een computerspel gebaseerd op de gelijknamige film. Het spel kwam uit in 1991.
Het spel is uitgebracht voor de Sega Mega Drive/Genesis, Amiga, Amstrad CPC, Atari ST, Commodore 64, DOS, Sega Master System, en de ZX Spectrum. Alle versies zijn vrijwel identiek.

## Gameplay
Het spel bestaat uit vier arcadespellen:
- Buckboard Chase: hierin neemt de speler de rol aan van Dr. Emmett Brown, die moet proberen lerares Clara Clayton te redden voordat haar paard en wagen in het ravijn storten.
- Shooting Gallery: een klassiek schietspel met verborgen extra’s.
- Pie Throwing: een aangepaste versie van de Shooting Gallery. Hierin neemt de speler het op tegen Mad Dog Tannen en zijn bende.
- The Train: een beat'em up spel die zich afspeelt op een rijdende stoomtrein. De speler moet powerups verzamelen om de trein een snelheid van 88 mijl per uur te laten bereiken.

## Platforms
| Platform           | Jaar |
| ------------------ | ---- |
| Amiga              | 1991 |
| Amstrad CPC        | 1991 |
| Atari ST           | 1991 |
| Commodore 64       | 1991 |
| DOS                | 1991 |
| SEGA Master System | 1991 |
| Sega Mega Drive    | 1991 |
| ZX Spectrum        | 1991 |

## Ontvangst
| Beoordeeld door  | Platform        | Datum           | Score |
| ---------------- | --------------- | --------------- | ----- |
| Crash!           | ZX Spectrum     | maart 1991      | 93%   |
| Your Sinclair    | ZX Spectrum     | maart 1991      | 82%   |
| The One          | Amiga           | april 1991      | 80%   |
| Joystick (Frans) | Amiga           | april 1991      | 79%   |
| Amiga Action     | Amiga           | mei 1991        | 78%   |
| Amiga Joker      | Amiga           | april 1991      | 78%   |
| Mean Machines    | Sega Mega Drive | februari 1992   | 77%   |
| Datormagazin     | Amiga           | 27 maart 1991   | 75%   |
| Dragon           | DOS             | april 1992      | 40%   |
| Defunct Games    | Sega Mega Drive | 8 februari 2013 | 0%    |